# 꿀팁
꿀팁(life hack)은 모든 계층에서 생산성과 효율성을 높이는 트릭, 지름길, 기술 또는 참신한 방법이다. 이 용어는 주로 정보 과다로 고통받는 컴퓨터 전문가나 프로그래밍 이외의 방법으로 작업 흐름을 가속화할 수 있는 방법에 대한 호기심이 많은 사람들이 사용했다.

## 역사
꿀팁의 영단어는 라이프 핵(life hack)이며 여기서 "hack"이라는 용어의 원래 정의는 "거칠거나 강한 타격으로 베다"이다. 현대 언어에서는 전자 메일 및 RSS 피드와 같은 데이터 스트림을 필터링, 정리 및 처리하는 빠르고 더러운 셸 스크립트 및 기타 명령줄 유틸리티와 같은 특정 컴퓨팅 문제에 대한 우아하지 않지만 효과적인 솔루션을 설명하는 데 자주 사용되었다. 이 용어는 나중에 프로그래머의 일상 생활에서 발생할 수 있는 컴퓨터와 관련되지 않은 문제에 대한 솔루션과 관련하여 라이프 해킹으로 확장되었다. 이러한 유형의 꿀팁의 예로는 파일 동기화, 작업 추적, 이벤트를 상기시키거나 이메일을 필터링하는 것 등이 있다.

## 같이 보기
- 자조론